# Clear Lake (hrabstwo Pierce)
Clear Lake – jednostka osadnicza w Stanach Zjednoczonych, w stanie Waszyngton, w hrabstwie Pierce.